# 喬爾諾基涅齊卡沃利亞
48°56′49″N 26°4′47″E / 48.94694°N 26.07972°E
喬爾諾基涅齊卡沃利亞（烏克蘭語：Чорнокінецька Воля）是位於烏克蘭西部泰爾諾皮爾州裏喬爾特基夫區的村莊，始建於1939年，面積1.45平方公里，2014年人口448，人口密度每平方公里309人。